# Goodenia potamica
Goodenia potamica är en tvåhjärtbladig växtart som beskrevs av R. Carolin. Goodenia potamica ingår i släktet Goodenia och familjen Goodeniaceae. Inga underarter finns listade i Catalogue of Life.